# Liptena decipiens
Liptena decipiens är en fjärilsart som beskrevs av Kirby 1890. Liptena decipiens ingår i släktet Liptena och familjen juvelvingar. Inga underarter finns listade i Catalogue of Life.